# きらら397
きらら397（きららさんきゅうなな）は、日本の北海道で開発されたイネ（米）の品種。1990年品種登録、登録番号第2151号。食味が良く、それまでのあまり美味しくない北海道米のイメージを一新した品種である。名称は公募を経て決められ、あきたこまち（秋田県）にならい、北海道米の親しみやすいネーミングの先駆けとなった。

## 育成と普及の経過
北海道立上川農業試験場（現・北海道立総合研究機構農業研究本部上川農業試験場）で育成された。旭川市永山の同試験場跡には2013年（平成25年）、きらら397の記念碑が建てられた。
1980年（昭和55年）に始まった北海道における「優良米の早期開発試験」事業の中で研究が行われた。1980年（昭和55年）に試験交配が着手され、1982年（昭和57年）以降に数度の系統選抜を経て、奨励品種決定調査へと進んだ。「上育（じょういく）397号」の系統番号で試験され、1988年（昭和63年）1月の会議で出席者の全員一致により北海道の奨励品種（優良品種）となった。
名称の「きらら」は一般公募により、きらめく様子・白い米のイメージから選ばれた。マスコットキャラクターとして、絵本作家の伊藤正道がデザインした「きららちゃん」が設定されている。若手女性を交えた選考委員16人のうち9人が賛成し、「これが米の名前か」という農業団体幹部の反対論を押し切った。
交配の組み合せは、母が「渡育214号」（後の「しまひかり」）、父が「道北36号」（後の「キタアケ」）である。「しまひかり」は「コシヒカリ」の血を引く良味品種であったが、北海道で栽培するには耐冷性に問題があった。他方の「キタアケ」は早生種で、耐冷性に優れて多収量だったが、食味に劣り、典型的な従来の北海道米の性格を有していた。いずれの品種も1980年（昭和55年）当時は奨励品種決定前の開発段階であった。なお、開発初期の段階では、良食味かつ耐冷性の新鋭と言われていた「ゆきひかり」（当時は開発段階）と「しまひかり」の組み合わせの方が有望視されていた。
かつて北海道産米は、食味の悪さから「鳥またぎ」「猫またぎ」、それにより在庫が減りにくいことで「やっかいどう米」と揶揄された。きらら397はそうした評価を一新させ、1989年（平成元年）から作付けが始まると、それまで北海道米のエース的存在だった「ゆきひかり」に取って代わり、道内で最大の作付面積を誇る品種に成長した。1996年（平成8年）の全国的な米余りに際しては一時的に販売不振となったが、ホクレン農業協同組合連合会主導による外食産業向けの販路拡大などで再び活況を取り戻している。
北海道産の良味品種としては、その後に開発された北海道産の良食味米「ほしのゆめ」及び「ななつぼし」の先駆けといえる。なお、「きらら397」の培養変異である「札系96118」と「上育427号」（「ほしたろう」）を交配させた「ゆめぴりか」も、2008年（平成20年）に北海道の優良品種として採用されている。
2018年（平成30年）時点の道内における作付面積は9,752 ヘクタールで、シェアでは「ななつぼし」「ゆめぴりか」に次ぐ第3位。

## 品種特性・用途
特徴としては、長所は良食味であり、初期生育が良く穂数確保が容易であること。短所は耐倒伏性と登熟性に劣ることである。食味に関わる成分のうち、数値が低いほど米の粘り気が増すアミロース値は、奨励品種決定直前の検査では19%を記録し、北海道米としては史上初めて20%を切ることに成功した。同じく粘りなどに関わり低い方が好ましいタンパク値も6.3-6.5で、やはり北海道産としては小さな値に収まっている。これにより従来の北海道米に比べると、粘り気があり冷めても美味しい米となっている。
いわゆるブランド米でありながら、コシヒカリなどの他のブランド米の品種と比べて価格が安く、粒が大きく炊き増えがすること、粒がしっかりとしていて汁気の多い食材と組み合わせてもふやけないことから、牛丼チェーンの吉野家など、丼物を中心とした外食産業の業務用米として用いられることが多かった。きらら397のタンパク値は北海道産としては良好でも、本州の優良産地コシヒカリに比べるとやや高い値で粘り気が少ないとされるが、この点がかえって牛丼などの丼物には適していると歓迎された。
吉野家では北海道産のきらら397を主力として使用しており、1995年にきらら397をメインとしたブレンド米「吉野家規格」を定めたほか、同社向けにあえてタンパク値を高めて粘り気を少なくした専用仕様の生産も契約農家で行われた。牛丼に適したきらら397を業務用米として安価に入手できたことが「280円牛丼」を実現できた理由の一つでもあった。
ただし、きらら397は誕生から既に30年以上が経過しており、道内農家は高価格の「ゆめぴりか」にシフトして作付面積は減少している。またホクレンでは、きらら397の後継品種で食味が近く耐冷性・いもち病抵抗性が強い「そらゆき」や「そらきらり」へ生産を置き換える方針としている。
このため吉野家では2015年6月8日から、道内店舗を中心に「そらゆき」を含む北海道米100%ブレンド米を使用開始するとしたが、そらゆきの作付面積がまだ少ないため、そらゆきブレンド米の在庫が終了した段階できらら397ブレンド米に戻すこととした。
松屋は2021年現在、道内及び沖縄県の店舗では「ななつぼし」、その他の店舗では「あきたこまち」を使用している。

## 生育特性
北海道産きらら397の場合の一例。
- 播種日 - 4月19日
- 田植日（移植日）- 5月24日
- 出穂期 - 7月27日
- 登熟期 (実る時期) - 8月6日〜9月19日
  - 登熟期の開始日は、出穂期+10日目としている。